# Хансл Парчмент
Хансл Парчмент (енгл. Hansle Parchment; 17. јун 1990.) јамајчански је  атлетичар, који је у трци на 110 метара с препонама освојио златну медаљу на Олимпијским играма у Токију 2020.
Парчмент је освојио је златну медаљу на Летњој Универзијади 2011. са тадашњим најбољим резултатом од 13,24 секунди.
8. августа 2012. Парчмент је освојио бронзану медаљу на Олимпијским играма 2012 . Отрчао је тадашњи јамајчански рекорд од 13,12 и освојио треће место, иза Аријеса Мерита и Џејсона Ричардсона.
На Светском првенству 2015. Парчмент је освојио сребрну медаљу иза Сергеја Шубенкова.
5. августа 2021. Парчмент је освојио златну медаљу на Олимпијским играма 2020. у времену 13.04, испред Гранта Холовеја и Роналда Левија.
На Светском првенству 2023. освојио је сребрну медаљу у времену од 13.07, иза Гранта Холовеја. Парчмент је победио у финалу Дијамантске лиге 2023. са личним рекордом од 12,93 с. Парчмент је ушао у финале трке на 110 метара с препонама на Олимпијским играма 2024. али је завршио на последњем 8. месту.

## Међународна такмичења
| Година                 | Такмичење              | Место                        | Позиција               | Дисциплина             | Резултат               | Белешка                |
| Представљајући Јамајку | Представљајући Јамајку | Представљајући Јамајку       | Представљајући Јамајку | Представљајући Јамајку | Представљајући Јамајку | Представљајући Јамајку |
| ---------------------- | ---------------------- | ---------------------------- | ---------------------- | ---------------------- | ---------------------- | ---------------------- |
| 2010                   | Игре Комонвелта        | Њу Делхи, Индија             | 5.                     | 110 м препоне          | 13.71                  |                        |
| 2011                   | Универзијада           | Шенжен, Кина                 | 1.                     | 110 м препоне          | 13.24                  |                        |
| 2012                   | Олимпијске игре        | Лондон, Уједињено Краљевство | 3.                     | 110 м препоне          | 13.12                  |                        |
| 2013                   | Светско првенство      | Москва, Русија               | 13.                    | 110 м препоне          | 13.43                  |                        |
| 2015                   | Светско првенство      | Пекинг, Кина                 | 2.                     | 110 м препоне          | 13.03                  |                        |
| 2017                   | Светско првенство      | Лондон, Уједињено Краљевство | 8.                     | 110 м препоне          | 13.37                  |                        |
| 2018                   | Игре Комонвелта        | Гоулд Коуст, Аустралија      | 2.                     | 110 м препоне          | 13.22                  |                        |
| 2021                   | Олимпијске игре        | Токио, Јапан                 | 1.                     | 110 м препоне          | 13.04                  |                        |
| 2022                   | Светско првенство      | Јуџин, САД                   | Полуфинале             | 110 м препоне          | 13.02                  |                        |
| 2023                   | Светско првенство      | Будимпешта, Мађарска         | 2.                     | 110 м препоне          | 13.07                  |                        |